# Lista de jornais empastelados do Brasil
Esta lista reúne os jornais brasileiros que sofreram empastelamento ou tentativas de destruição de suas sedes:
(Obs: Clique na parte superior da tabela para ordenar a exibição)
| Jornal                                 | Cidade          | Data do ato                             | Observações |
| -------------------------------------- | --------------- | --------------------------------------- | --- |
| Corsário                               | Rio de Janeiro  | 1881 (20 de outubro)                    | O jornal ataca virulentamente o Império e seus governantes; sofre várias agressões nos meses finais de 1881, até que o Chefe de Polícia da então Capital do Império, Trigo de Loureiro, manda empastelar o jornal, assumindo as responsabilidades do ato; após o empastelamento, continua o jornal a ser publicado e a sofrer ataques e exílio de redatores, até culminar no assassinato de Apulcro de Castro, redator, por militares como Antônio Moreira César diante da própria secretaria de polícia, onde fora pedir proteção.  |
| O Paiz                                 | Rio de Janeiro  | 1930                                    | |
| A Tribuna                              | Santos          | 1930 (24 de outubro)                    | |
| Gazeta do Povo                         | Santos          | 1930 (24 de outubro)                    | Provocou o fechamento do periódico |
| Folha de Santos                        | Santos          | 1930 (24 de outubro)                    | |
| Folha do Amazonas                      | Manaus          | 1912 (fevereiro)                        | Empastelamento comandado pelo coronel Rego Barros que, inspetor da região militar, foi exonerado pelo presidente Hermes da Fonseca. |
| A Crítica                              | Manaus          | 1959 (20 de janeiro)                    | A redação do jornal A Crítica foi vítima de um atentado a bomba. O artefato explodiu sobre a mesa de trabalho do jornalista e fundador Umberto Calderaro Filho. |
| Diario de Pernambuco                   | Recife          | 1912                                    | Feito por ordem do governador, este atribuiu o fato ao próprio dono do jornal, Rosa e Silva, para se livrar de dificuldades financeiras. (houve outros ataques a este jornal em 1911, 1931 e 1945) |
| Diário Carioca                         | Rio de Janeiro  | 1932 (fevereiro)                        | Jornal de oposição a Vargas, foi atacado por tenentes do Clube 3 de Outubro. |
| Liberdade                              | Rio de Janeiro  | 1897 (8 de março)                       | Empastelado por supostamente manifestar apoio aos revoltosos de Canudos. |
| Gazeta da Tarde                        | Rio de Janeiro  | 1897 (8 de março)                       | Empastelado por supostamente manifestar apoio aos revoltosos de Canudos. |
| A Gazeta                               | São Paulo       | 1930 (13 de fevereiro)                  | Jornal de Cásper Líbero, foi empastelado por policiais após ataque a um comício da Aliança Liberal, pela oposição ao presidente Washington Luís e ao governador Aristeu Aguiar; o jornal ficou fora de circulação por vários meses. |
| Correio Paraense                       | Belém           | 1894 (18 de março)                      | Jornal de cunho político, fez críticas ao governo de Floriano Peixoto; ficou sem circular de 18 a 25 de março. |
| O Nacional                             | São Luís        | 1890                                    | |
| O Paraense                             | Belém           | 1822 (cerca de)                         | Primeiro jornal da Província do Grão-Pará. Empastelado por conta do vintismo. |
| Il Piccolo                             | São Paulo       | 1928 (25 de setembro)                   | Ataque nacionalista brasileiro a supostas ofensas à mulher do país feita pelo fascista Luigi Freddi, em resposta a matéria da jornalista Maria Lacerda de Moura publicada em O Combate. O ataque partiu por alunos da Faculdade de Direito do Largo de São Francisco, fazendo com que conflitos ocorressem pela cidade, amainados por ações como a retirada de Freddi do país. |
| Deutsche Post                          | Porto Alegre    | 1928 (29 de setembro)                   | Jornal luterano fundado em 1880, circulou até 13 de outubro daquele ano. |
| Deutsches Volksblatt (ou Gazeta Alemã) | Porto Alegre    | 1895 (20 de setembro)                   | Empastelamento da Tipografia do Centro pela comunidade italiana que se julgou ofendida pelo jornal em pleno dia nacional da Itália. |
| A Gazeta do Sertão                     | Campina Grande  | 1891                                    | Fundado em 1888 por Irineu Ceciliano Pereira da Costa, o jornal durou até seu empastelamento. |
| O Piauhy                               | Teresina        | 1946 (23 de outubro)                    | Jagunços invadem a sede, empastelam as máquinas e, ao começarem um incêndio, são surpreendidos por um vigilante, que é assassinado. |
| O Diário do Povo                       | Maceió          | 1949 (22 de dezembro)                   | Fundado por Lourival Melo Mota como órgão da União Democrática Nacional, fazia oposição ao governador Silvestre Péricles de Góis Monteiro. Empastelado por grupo garantido por policiais; o estado foi condenado a indenizar o proprietário. |
| O Gutenberg                            | Maceió          | 1913                                    | Mais antigo jornal alagoano à época, foi empastelado por guardas civis à paisana a mando do governador; o estado foi condenado a pagar indenização, mas isto nunca ocorreu. |
| A Imprensa                             | Maceió          | 1930 (cerca de)                         | Fundado em 1930, foi empastelado por 15 homens armados, numa madrugada, por fazer oposição ao governo. |
| Pedro II                               | Fortaleza       | 1841 - 1844                             | Empastelada a tipografia Constitucional, que imprimia o jornal, durante o governo do pai do escritor José de Alencar, padre José Martiniano de Alencar (1841 - 1844), não se sabendo a data precisa. Consta que Alencar, sendo fustigado pelo jornal, recomendou aos amigos: “...que por menos disso quebravam-se typographias no Rio e em alto dia."; com isto seus seguidores destruíram a tipografia e jogaram boa parte dos tipos ao mar; para isentar Alencar os responsáveis pelo jornal Cearense, aliados, assumiram a culpa. |
| A República                            | Rio de Janeiro  | 1873 (27 de janeiro)                    | Órgão de defesa da república, tinha por redatores, entre outros, Quintino Bocaiuva e Aristides Lobo. |
| Folha da Manhã                         | São Paulo       | 1930 (outubro)                          | Jornal do grupo da Folha de S.Paulo, apoiou a candidatura de Júlio Prestes à presidência e o empastelamento tirou as publicações da Empresa Folha da Manhã Ltda de circulação; esta só voltou a ocorrer em janeiro do ano seguinte, após a sua aquisição por Octaviano Alves de Lima. |
| Diário de Notícias                     | Salvador        | 1912 (24 de janeiro)                    | Empastelado durante os eventos que levaram ao bombardeio da capital baiana, por ser favorável ao governo do estado. |
| A Bahia                                | Salvador        | 1912 (24 de janeiro)                    | Órgão oficial do governo do estado, foi empastelado durante as lutas que levaram ao bombardeio da capital baiana. |
| O Momento                              | Salvador        | 1945 (27 de maio) a 1957 (várias vezes) | Por ser órgão de imprensa do Partido Comunista Brasileiro (PCB), foi várias vezes empastelado pela polícia estadual por razões políticas, durante os anos de sua existência (1945-1957). Seu primeiro empastelamento se deu em 1945 durante o governo de Otávio Mangabeira que, apesar de democrata, cedia assim aos ditames do governo federal do presidente Dutra. |
| A Hora                                 | Salvador        | 1917                                    | Jornal de oposição aos governos municipal de João Propício Carneiro de Fontoura, e estadual de Antônio Moniz, fora fundado pelo jornalista carioca Arthur Ferreira; o jornal foi empastelado após publicar uma caricatura do governador onde o rosto deste era retratado no formato de nádegas. |
| Diário da Bahia                        | Salvador        | 1895 (janeiro — tentativa)              | Durante o governo de Rodrigues Lima o jornal ligado a Rui Barbosa e ao governador deposto José Gonçalves publicou críticas pesadas, fazendo com que vários praças da polícia tentassem empastelar a redação; o grupo político responsabilizou o governador. |
| O Constitucional                       | Salvador        | 1822 (21 de agosto)                     | Empastelado no contexto das lutas pela Independência da Bahia, a mando do general português Inácio Luís Madeira de Melo, por ser órgão de defesa dos interesses brasileiros. |
| Tribuna da Imprensa                    | Rio de Janeiro  | 1954 (24 de agosto — tentativa)         | Com o suicídio de Getúlio Vargas o povo atacou a sede do jornal que maior oposição lhe fazia, através dos artigos de Carlos Lacerda, a quem acusavam de ter provocado a morte do presidente. |
| A Federação                            | São Paulo       | 1901 (segundo empastelamento)           | Impresso na tipografia que fora do jornal Diário Mercantil, tinha papel político de apoio a Américo Brasiliense; sofreu dois empastelamentos, sendo que o último destruiu suas instalações. |
| Novo Jornal                            | Natal           | 2008                                    | O Observatório da Imprensa sugeriu que o Novo Jornal sofreu empastelamento "virtual", com uso da justiça mineira, a fim de omitir notícias negativas sobre Aécio Neves e outros políticos do estado, configurado o empastelamento não somente pela retirada do ar do site que publicara a Lista de Furnas e prisão de seu editor, como pelo desaparecimento de seus arquivos após apreensão pela polícia civil com anuência do Ministério Público estadual.                                                                          |
| Vespa e A Caveira                      | Moji das Cruzes | 1940                                    | Jornais escritos por Antônio Mauricio de Sousa, pai de Mauricio de Sousa, que eram críticos do Estado Novo. A gráfica, que ficava atrás de uma barbearia, foi destruída pelas autoridades estatais e a família se mudou para São Paulo. |